# HRP-2

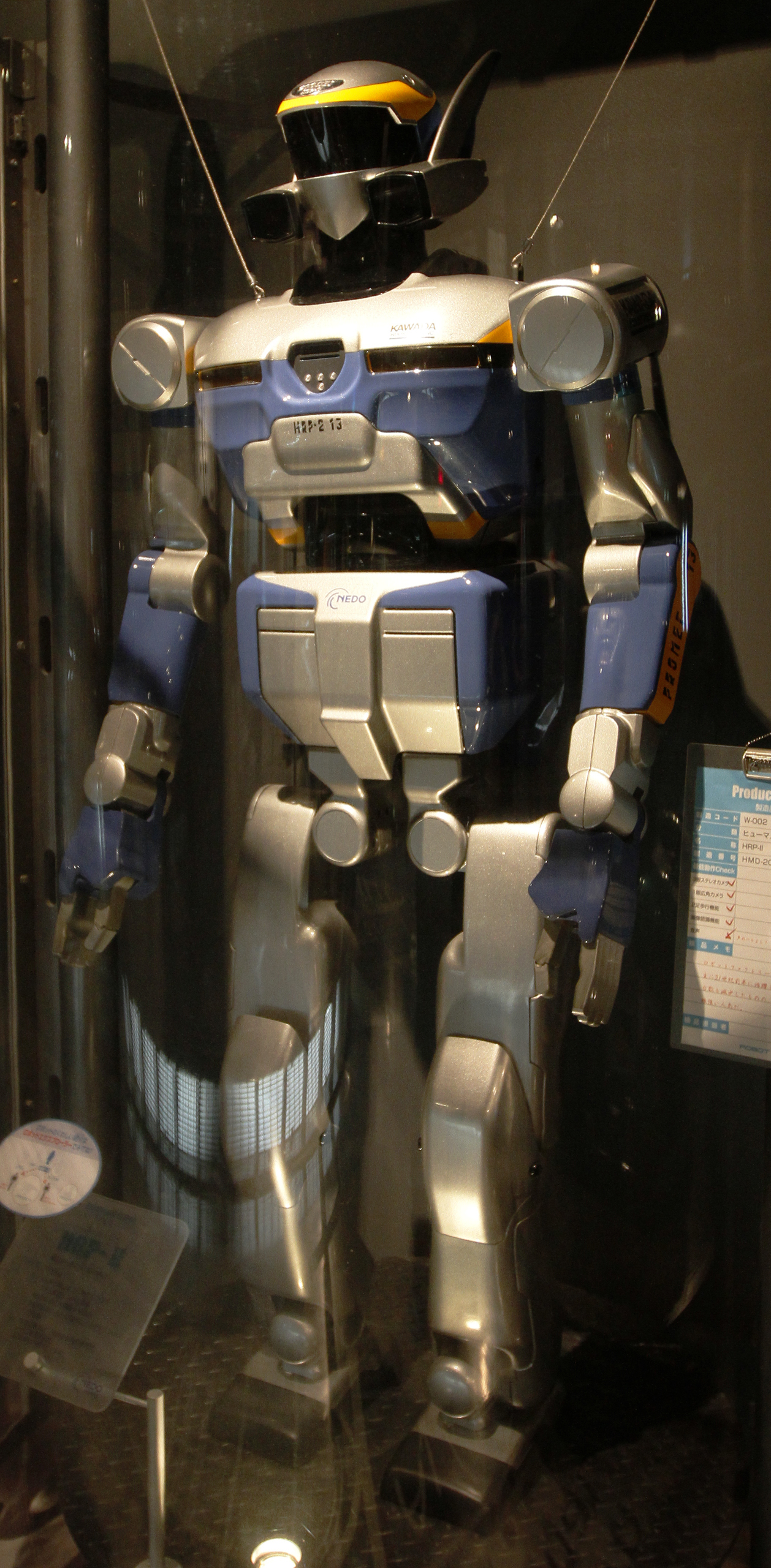
Le robot HRP-2 au musée de la science à Tokyo

HRP-2 est un robot humanoïde japonais. Il a été développé par l'Intelligent Systems Research Institute appartenant à l'Institut national des sciences et technologies industrielles avancées, dans le cadre du Humanoid Robotics Project (en), à l'origine de plusieurs robots : HRP2-P, HRP3-P, HRP-2LR, Choromet, HRP-4C, etc. 

## Description
| Caractéristiques techniques | Caractéristiques techniques |
| --------------------------- | --------------------------- |
| Taille                      | 154 cm                      |
| Largeur                     | 62 cm                       |
| poids                       | 58 kg                       |
| Vitesse de déplacement      | 0 - 2 km/h                  |
| Degrés de liberté           | 30                          |
| Alimentation                | Batterie NiMH 48V 18Ah      |
| Design                      | Yutaka Izubuchi (en)        |

## Collaboration franco-japonaise
Pour la première fois, une plateforme de développement complète (HRP-2 numéro 14) basée sur ce robot est désormais disponible hors du Japon. Elle est installée en France, à Toulouse, dans la partie française du laboratoire Franco-Japonais Joint Robotics Laboratory, sur le site du Laboratoire d'analyse et d'architecture des systèmes (LAAS) du CNRS, depuis le 30 juin 2006. Le JRL, création conjointe du CNRS et de l'AIST, est également constitué d'une partie japonaise basée à Tsukuba depuis novembre 2003. Sur ce site, les chercheurs français présents ont également une plateforme à disposition (HRP-2 numéro 10).